# Accademia degli Incamminati
L'Accademia degli Incamminati coneguda també com a Accademia dei Desiderosi (en un primer moment) o Acadèmia eclèctica va ser la primera acadèmia de pintura barroca a Itàlia. Va ser fundada el 1590 a Bolonya pels germans Agostino i Annibale i Ludovico Carracci, tot i que el seu principal mentor va ser Annibal, gràcies a la seva personalitat més forta. Molt en la línia d'aquells temps, no van trigar els membres a escollir un emblema heràldic per a la nova acadèmia: consistia en una esfera celeste en el centre de la qual es podia veure la constel·lació de l'Ossa Menor. També van escollir un lema en llatí: «Contention perfectus».
L'objectiu d'aquest institut de pintors era garantir una formació completa tant a nivell pràctic com teòric no només en art sinó també en altres activitats considerades menors en aquells temps.
L'estil proposat per aquesta Acadèmia era un «ideal eclèctic» que volia prendre:
| «                           | De Rafael la gràcia femenina de la línia, de Miquel Àngel la força muscular, de Tiziano el color fort i de Correggio el color suau. | » |
| — Cirici Pellicer (1963:75) | |   |

Així, ho expressava el mateix Agostino a Niccolo dell'Abate en un conegut sonet i així també ho tematitza Giovanni Paolo Lomazzo en la seva obra Idea del tempio della pittura(1591).
A l'Acadèmia els artistes podien dissenyar nus a partir de models vius, prohibits per l'Església durant la contrareforma. El naixement d'aquesta i altres acadèmies indica el desig dels artistes de ser considerats al mateix nivell que els poetes i músics i no només com a simples artesans.
Ben aviat l'Acadèmia va obrir les portes a tota mena d'intel·lectuals que van fer-ne el seu punt de reunió: Melchiorre Zoppi (metge) o Giovanni Antonio Magini (astrònom) freqüentaven l'Acadèmia.